# Jeong Yeon-shik
Jeong Yeon-shik  (nascut el 6 d'agost de 1967) és un director de cinema, guionista i autor de dibuixos animats web de Corea del Sud. Jeong va treballar com a director de publicitat i il·lustrador abans de fer-se conegut pels seus dibuixos animats web Moonlight Shoes i The 5ive Hearts. El seu debut com a director, el thriller The Five (2013), es basa en el seu webtoon The 5ive Hearts, fent ell va ser el primer webtoonista convertit en director de cinema a Corea.

## Filmografia
- The Five (2013) - director, guionista, història original

## Webtoon
- Moonlight Shoes
- The 5ive Hearts